# Třída Kuha
Třída Kuha je třída pobřežních minolovek finského námořnictva. Postaveno bylo celkem šest jednotek této třídy, které jsou stále v aktivní službě. Jejich náhradou se stanou plavidla třídy Katanpää.

## Pozadí vzniku
Postaveno bylo celkem šest jednotek pojmenovaných Kuha 21 až Kuha 26. Do služby vstoupily v letech 1974–1975. V letech byly modernizovány.

## Konstrukce
Trup plavidel je vyroben ze sklolaminátu. Obranná výzbroj plavidel se skládá z ruského 23mm dvoukanónu ZU-23-2 a jednoho 12,7mm kulometu. Pohonný systém tvoří dva diesely. Maximální rychlost dosahuje 12 uzlů.